# Arroio Itororó
Arroio Itororó é um curso de água do Paraguai, onde aconteceu a Batalha de Itororó, durante a Guerra do Paraguai. 
O Itororó está localizado na margem esquerda do rio Paraguai. Quase na sua foz tinha, na época da guerra, uma forte correnteza, permeado de rochas. O leito tinha, naquele ponto, quatro metros de largura e cinco metros de profundidade.
Ligava as localidades de San Antonio e Villeta, no local do arroio os barrancos são altos e a ponte, única existente sobre o arroio, era muito estreita o que dificultava sua conquista.